# Корте Палазио
Ко̀рте Пала̀зиол (на италиански: Corte Palasio, на западноломбардски: Curt Palasi, Курт Палази) е село и община в Северна Италия, провинция Лоди, регион Ломбардия. Разположено е на 69 m надморска височина. Населението на общината е 1549 души (към 2012 г.).